# Sofà

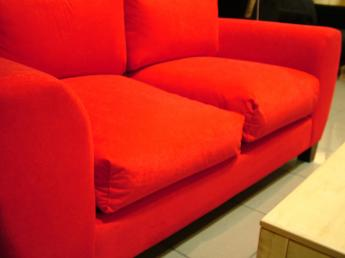
Sofà vermell

El sofà és un moble destinat a seure dues o més persones, col·locat usualment a les sales d'estar de les cases. Acostuma a constar d'una estructura rígida de fusta o metall i folres de tela suau amb coixins. El sofà és l'evolució del triclinium romà i es distingeix de la butaca, que és per a una sola persona i de la cadira, més petita i amb menys confort. Es va generalitzar a partir de la revolució industrial.
Es troben generalment en el rebedor o el saló i/o la sala de la casa. Un sofà clàssic consta d'una estructura de fusta folrada de tela i embuatada en algunes zones (per exemple, en els reposabraços). A ella s'afegeixen coixins de diversos farciments que conformen el seient i el respatller. Els sofàs es comercialitzen en una gran varietat de teixits i en cuir així com en molt diversos dissenys.Entre els tipus més habituals destaquen els de dos i tres seients i el cantoner.
Un sofà típic acull dues o tres persones i té reposabraços a banda i banda. Existeixen alguns mobles similars al sofà: els més populars inclouen el divan, la chaise longue, el canapè o l'otomana. També, per estalviar espai, alguns s'obren per formar un llit com és el cas del sofà llit o el futon. Un tresillo es compon d'un sofà de dues o tres places i dues butaques.

## Història

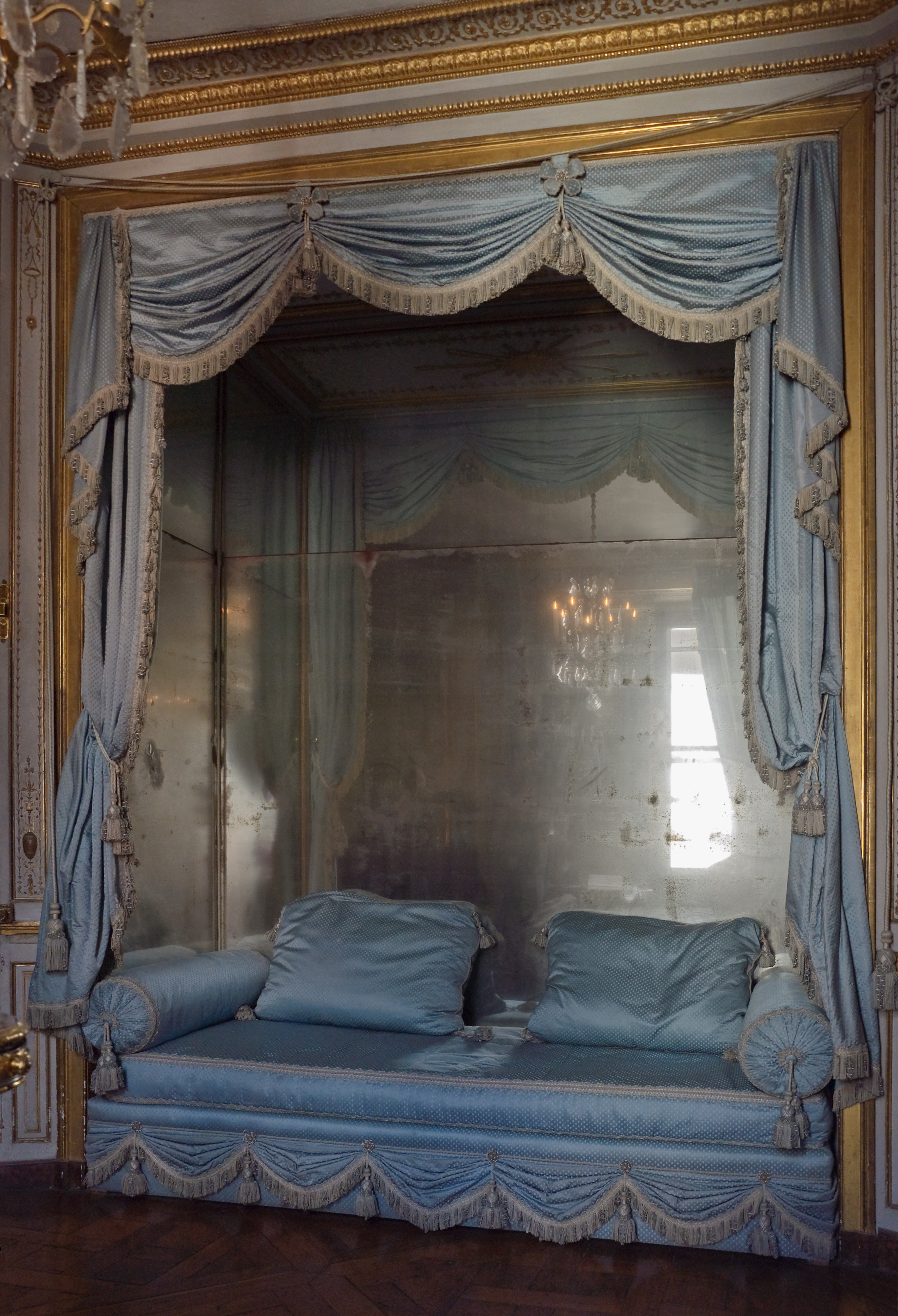
Sofà en el petit departament de la reina, Palau de Versalles, França.

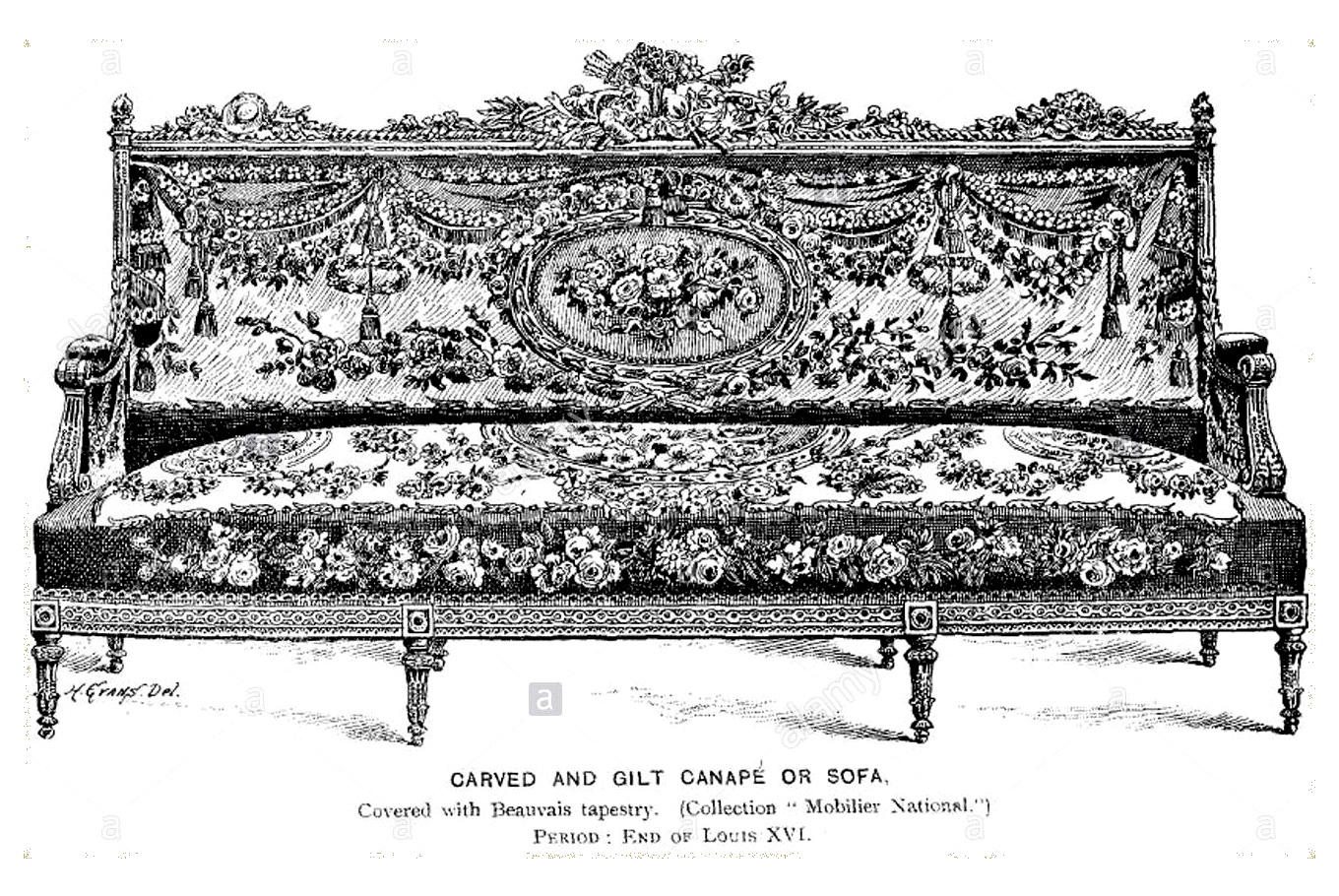
Sofà del segle XIX

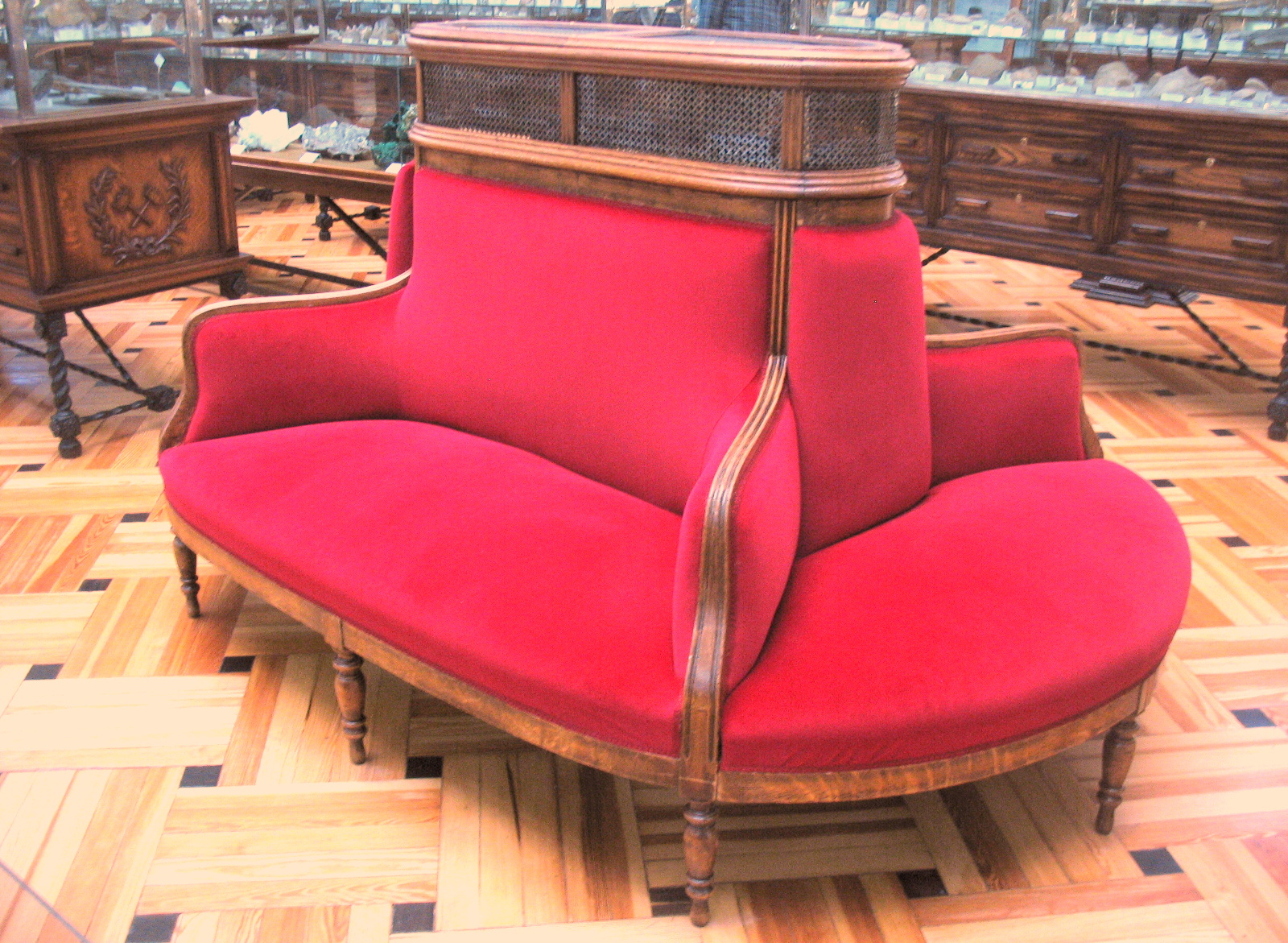
Sofà cubrerradiadores (ca. 1927).

El sofà era originalment el tron dels àrabs i egipcis la seva existència està constatada ja en l'antiguitat. En la societat romana el sofà es trobava en el menjador, conegut com a triclinum. Tres sofàs eren col·locats al voltant d'una taula baixa i els homes descansaven mentre menjaven (encara que les dones s'asseien en cadires convencionals).
El sofà era originalment un moble elitista i no va ser fins a l'època de la industrialització en què el sofà es va convertir en un article imprescindible dels mobles a les cases de classe mitjana i baixa. Al llarg de la seva història ha estat sovint objecte de polèmica, considerant-ho una gran varietat de coses des de decadent fins a conformista.
El sofà es lliga avui invariablement a la vida familiar domèstica i a la cultura de la televisió. Es col·loca sovint enfront de la televisió a la cambra d'estar, i s'utilitza també per dormir la migdiada. El sofà també s'ha convertit en el suport central per a moltes comèdies de situació de televisió i comèdies. Aquesta simbiosi, amb la qual el sofà ha passat del privat a l'esfera pública, s'ha representat satíricament en la cultura popular, en sèries de televisió tals com Friends, Casats Amb Fills, Els Simpson i Beavis and Butthead.